# Styrkula

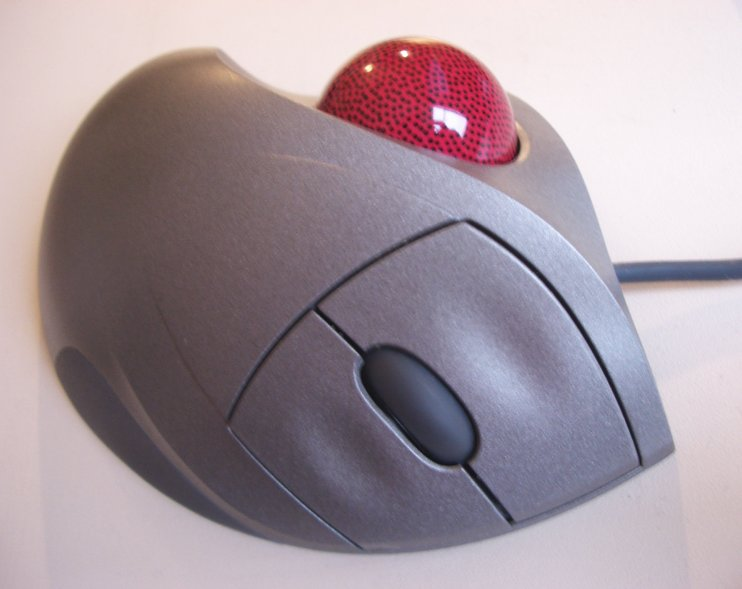
Logitechs Trackman med en röd styrkula.

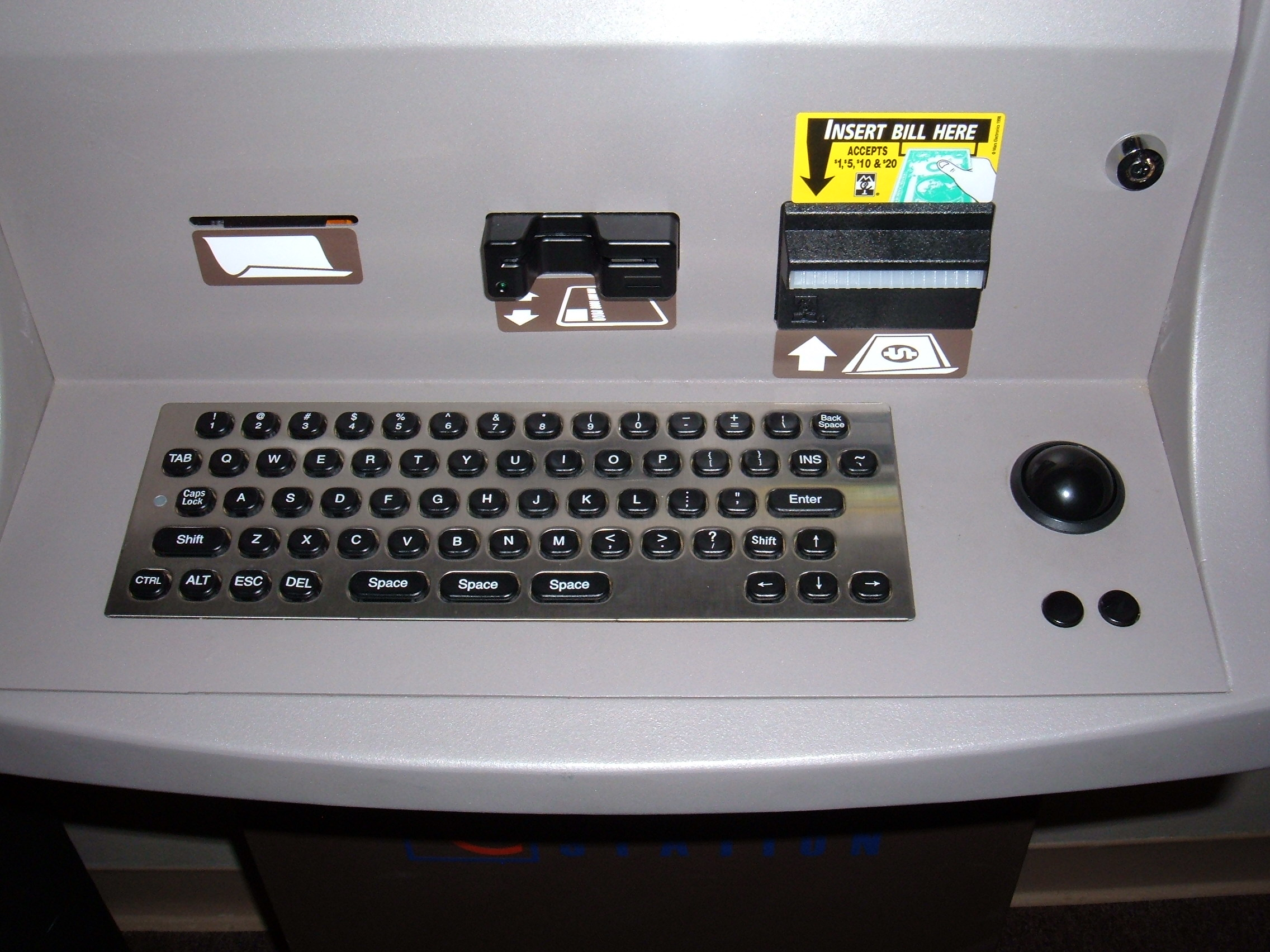
Betalningsautomat med fast styrkula.

Styrkula, med ett engelskt lånord trackball är en typ av pekdon för datorer. En stor styrkula kallas rullboll, särskilt inom radarteknik. En styrkula används precis som vanliga datormöss som styrenheter, men har en stor kula på ovansidan. För att flytta muspekaren snurrar användaren kulan i X- och Y-led. Styrkulor används bland annat i internetcaféer, medicinteknisk utrustning, militära radaranläggningar och i vissa arkadspel. 
Fördelarna med en styrkula jämfört med en datormus är att användaren inte behöver röra på armen utan bara fingrarna, vilket kan minska risken för musarm och låter användaren utföra datorarbete i en mer ergonomisk och avslappnad position. En annan fördel är att den tar mindre plats och kan skruvas fast om man vill förhindra stölder i offentliga miljöer eller integrera den i olika datorbaserade produkter. En användningsmöjlighet som saknas i de flesta andra pekdon är att kulan kan sättas i rullning av användaren och fortsätta rotera till den bromsas. Nackdelarna är att även en styrkula kan orsaka besvär vid längre användning. Den kan vara svårare att använda för personer mer små händer. Vissa uppgifter som att klicka och dra något på skärmen är svårare att utföra med en styrkula.

## Historik
Styrkulan, även kallad rullbollen, uppfanns av Ralph Benjamin 1946, 17 år innan datormusen uppfanns. Styrkulan utvecklades för att kunna användas i militära radaranläggningar. En svensk variant baserad på digital teknik (som dagens styrkulor) utvecklades och patenterades av Stig M. Eriksson 1959.

### Fotnoter
1. ↑  Shneiderman & Plaisant (2010), s. 333
2. ↑  ”Fördelar och nackdelar med en styrkula / Astrixsoft.com”. www.astrixsoft.com. Arkiverad från originalet den 27 juni 2023. https://web.archive.org/web/20230627091843/https://www.astrixsoft.com/Q9PRJyQnN/. Läst 27 juni 2023.
3. ↑  Vardalas, John, "From DATAR To The FP-6000 Computer: Technological Change In A Canadian Industrial Context" Arkiverad 7 september 2008 hämtat från the Wayback Machine., IEEE Annals of the History of Computing, Vol. 16, Nr.2, 1994
4. ↑  Sölving, Björn (1 november 2004). ”Lite om rullbollen och SM Erikssons patent”. Veteranklubben ALFA. http://www.veteranklubbenalfa.se/veteran/04q4/041101.htm.